# ألباكركي (اختلال ضال)
«ألباكركي» (بالإنجليزية: ABQ)‏ هي الحلقة الثالثة عشر والأخيرة للموسم الثاني من مسلسل إيه إم سي التلفزيوني الدرامي اختلال ضال. بُثَّت على إيه إم سي في 31 مايو 2009.
هذه الحلقة تقدم المنظف والقاتل مايك إيرمنتروت (جوناثان بانكس).

## وصلات خارجية
- «ألباكركي» على إيه إم سي (بالإنجليزية)
- «ألباكركي» على قاعدة بيانات الأفلام على الإنترنت (بالإنجليزية)